# Les Apaches (film, 1904)
Pour les articles homonymes, voir Apache.
Pour plus de détails, voir Fiche technique et Distribution.
Les Apaches est un court métrage muet et comique réalisé en 1904 par Georges Méliès. Le film est nommé en référence aux apaches, bandes de voyous parisiens de la belle époque.